# Circulinidae
De Circulinidae zijn een familie van uitgestorven kreeftachtigen uit de klasse van de Ostracoda (mosselkreeftjes).

## Geslacht
- Kinnekullea Henningsmoen, 1948 †